# Bulgarischer Fußballpokal

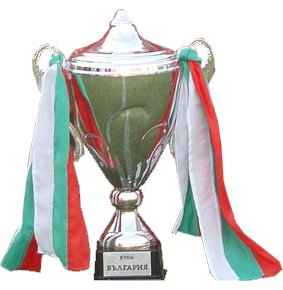
Bulgarischer Fußballpokal

Der bulgarische Fußballpokal ist der jährlich ausgetragene nationale Pokalwettbewerb für bulgarische Männerfußball-Vereinsmannschaften. Die Begegnungen werden mit Ausnahme des Halbfinales in einem Spiel entschieden. Der Pokalsieger nimmt an der UEFA Europa Conference League teil. Hat sich der Sieger bereits durch die Liga einen Platz in einem europäischen Wettbewerb qualifiziert, rückt der Viertplatzierte nach.

## Geschichte

### Zaren-Pokal
Von 1938 bis 1942 wurde der Wettbewerb als Zaren-Pokal abgehalten, dessen Sieger vom BFS offiziell als heimischer Pokalsieger anerkannt wurde.

### Pokal der Sowjetunion
Zwischen 1943 und 1946 fand aufgrund des Zweiten Weltkriegs keine Ausspielung statt. 1946 reformierte Bulgarien seine Fußballstruktur, insbesondere den Pokalwettbewerb, ähnlich denen in der Sowjetunion. Rechtzeitig zur Saison 1946 schuf das neue Zentrale Fußballkommittee den sowjetischen Armeepokal (bulgarisch Купа на Съветската армия/Kupa na Savetskata armiya). Bis zum Ende der kommunistischen Regierung in Bulgarien im Jahr 1990 wurde das Turnier ausgetragen. Bis einschließlich 1982 hatte das Turnier den Status des nationalen Pokals. Danach wurde der Sowjetarmee-Pokal noch acht Jahre ausgetragen, diente aber nur noch als sekundäres Pokalturnier. Von 1961 bis 1982 nahm der Sieger am Europapokal der Pokalsieger teil.

### Bulgarischer Fußballpokal
1981 wurde zu Ehren des 1300. Jahrestages des bulgarischen Staates ein nationales K.-o.-Fußballturnier eingeführt, bei dem der Sieger mit dem bulgarischen Pokal ausgezeichnet wurde. Der sowjetische Armeepokal verlor durch den Erfolg des bulgarischen Pokals allmählich an Bedeutung und trat 1983 den Vorrang an den neuen Wettbewerb ab. Die ersten beiden Ausspielungen (1981 und 1982) gelten als inoffiziell bzw. zweitrangig. Ab 1983 nahm der Sieger am Europapokal der Pokalsieger teil, ab 1999 am UEFA-Pokal bzw. UEFA Europa League und ab 2021 an der UEFA Europa Conference League.
Aktueller Rekordgewinner ist Lewski Sofia mit 14 Titeln, dicht gefolgt vom ZSKA Sofia mit einem Sieg weniger.
Im Mai 2012 beschloss der bulgarische Fußballverband, dass die Endspiele des Pokals und der Superpokals zwischen der Saison 2011/12 und 2014/15 im Lasur-Stadion in Burgas auszutragen.

## Die Endspiele im Überblick

### Zaren-Pokal (1938–1942)
| Saison | Sieger            | Ergebnis | Finalist          | Austragungsort                 | Zuschauer |
| ------ | ----------------- | -------- | ----------------- | ------------------------------ | --------- |
| 1938   | FK '13 Sofia      | 03:0 1   | FK Lewski Russe   | Junak-Stadion, Sofia           | 10.000    |
| 1939   | FD Schipka Sofia  | 2:0      | FK Lewski Russe   | Lewski-Stadion, Sofia          | 04.000    |
| 1940   | FK '13 Sofia      | 2:1      | Sportklub Plowdiw | Lewski-Stadion, Sofia          | 05.000    |
| 1941   | AS 23 Sofia       | 4:2      | Napredak Russe    | Städtisches Stadion, Dobritsch | 10.000    |
| 1942   | SK Lewski Sofia * | 03:0 2   | Sportklub Plowdiw | Junak-Stadion, Sofia           | 08.000    |

### Sowjetarmee-Pokal (1946–1982)
| Saison  | Sieger                           | Ergebnis                      | Finalist                       | Austragungsort                  | Zuschauer |
| ------- | -------------------------------- | ----------------------------- | ------------------------------ | ------------------------------- | --------- |
| 1946    | SK Lewski Sofia *                | 4:1                           | Stamo Kostow Popowo            | Junak-Stadion, Sofia            | 15.000    |
| 1947    | PSK Lewski Sofia *               | 1:0                           | Botew Plowdiw                  | Junak-Stadion, Sofia            | 17.000    |
| 1948    | Lokomotive Sofia                 | 1:0                           | Slawia-Tschengelow Plowdiw     | Junak-Stadion, Sofia            | 12.000    |
| 1949    | SK Lewski Sofia *                | 1:1 n. V. 2:2 n. V. 2:1 n. V. | CDNV Sofia                     | Junak-Stadion, Sofia            | 35.000    |
| 1950    | DSO Dinamo Sofia *               | 1:1 n. V. 1:1 n. V. 1:0 n. V. | NV Sofia                       | Balgarska-Armija-Stadion, Sofia | 30.000    |
| 1951    | NV Sofia                         | 1:0 n. V.                     | DSO Akademik Sofia             | Balgarska-Armija-Stadion, Sofia | 2.000     |
| 1952    | GUTP-DSO Udarnik Sofia           | 3:1                           | DSO Spartak Sofia              | Balgarska-Armija-Stadion, Sofia | 22.000    |
| 1953    | DSO Torpedo Sofia                | 2:1                           | DSO Dinamo Sofia               | Wassil-Lewski-Stadion, Sofia    | 30.000    |
| 1954    | ZDNA Sofia                       | 2:1                           | GUTP-DSO Udarnik Sofia         | Wassil-Lewski-Stadion, Sofia    | 30.000    |
| 1955    | ZDNA Sofia                       | 5:2 n. V.                     | DSO Spartak Plowdiw            | Wassil-Lewski-Stadion, Sofia    | 32.000    |
| 1956    | DSO Dinamo Sofia                 | 5:2                           | ASK Botew Plowdiw              | Wassil-Lewski-Stadion, Sofia    | 40.000    |
| 1957    | FD Lewski Sofia                  | 2:1                           | DFS Spartak Plewen             | Wassil-Lewski-Stadion, Sofia    | 28.000    |
| 1958    | DFS Spartak Plowdiw              | 1:0                           | Minjor Dimitrowo               | Wassil-Lewski-Stadion, Sofia    | 20.000    |
| 1958/59 | FD Lewski Sofia                  | 1:0                           | DFS Spartak Plowdiw            | Wassil-Lewski-Stadion, Sofia    | 40.000    |
| 1959/60 | Septemwri Sofia                  | 4:3 n. V.                     | DFS Lokomotive Plowdiw         | Wassil-Lewski-Stadion, Sofia    | 25.000    |
| 1960/61 | ZDNA Sofia *                     | 3:0                           | Spartak Warna                  | Wassil-Lewski-Stadion, Sofia    | 25.000    |
| 1961/62 | ASK Botew Plowdiw                | 3:0                           | Spartak Warna                  | Wassil-Lewski-Stadion, Sofia    | 20.000    |
| 1962/63 | FD Slawia Sofia                  | 2:0                           | ASK Botew Plowdiw              | Wassil-Lewski-Stadion, Sofia    | 40.000    |
| 1963/64 | FD Slawia Sofia                  | 3:2                           | ASK Botew Plowdiw              | Wassil-Lewski-Stadion, Sofia    | 31.000    |
| 1964/65 | ZSKA Tscherweno sname Sofia      | 3:2                           | FD Lewski Sofia                | Owtscha-Kupel-Stadion, Sofia    | 30.000    |
| 1965/66 | FD Slawia Sofia                  | 3:0                           | Spartak Warna                  | Wassil-Lewski-Stadion, Sofia    | 25.000    |
| 1966/67 | FD Lewski Sofia                  | 3:0                           | Spartak Sofia                  | Wassil-Lewski-Stadion, Sofia    | 38.000    |
| 1967/68 | Spartak Sofia                    | 3:2 n. V.                     | DFS Beroe Stara Sagora         | Wassil-Lewski-Stadion, Sofia    | 18.000    |
| 1968/69 | ZSKA Septemwrijsko sname Sofia * | 2:1                           | Lewski-Spartak Sofia           | Wassil-Lewski-Stadion, Sofia    | 40.000    |
| 1969/70 | Lewski-Spartak Sofia *           | 2:1                           | ZSKA Septemwrijsko sname Sofia | Wassil-Lewski-Stadion, Sofia    | 45.000    |
| 1970/71 | Lewski-Spartak Sofia             | 3:0                           | DFS Lokomotive Plowdiw         | Narodna-Armija-Stadion, Sofia   | 30.000    |
| 1971/72 | ZSKA Septemwrijsko sname Sofia   | 3:0                           | ZSK Slawia Sofia               | Wassil-Lewski-Stadion, Sofia    | 25.000    |
| 1972/73 | ZSKA Septemwrijsko sname Sofia   | 2:1                           | DFS Beroe Stara Sagora         | Wassil-Lewski-Stadion, Sofia    | 18.000    |
| 1973/74 | ZSK Slawia Sofia                 | 3:2                           | Lokomotive Sofia               | Wassil-Lewski-Stadion, Sofia    | 15.000    |
| 1974/75 | ZSK Slawia Sofia                 | 3:2                           | Lokomotive Sofia               | Wassil-Lewski-Stadion, Sofia    | 15.000    |
| 1975/76 | Lewski-Spartak Sofia             | 4:3 n. V.                     | ZSKA Septemwrijsko sname Sofia | Wassil-Lewski-Stadion, Sofia    | 65.000    |
| 1976/77 | Lewski-Spartak Sofia *           | 2:1                           | Lokomotive Sofia               | Wassil-Lewski-Stadion, Sofia    | 45.000    |
| 1977/78 | DFS Marek Stanke Dimitrow        | 1:0                           | ZSKA Septemwrijsko sname Sofia | Wassil-Lewski-Stadion, Sofia    | 40.000    |
| 1978/79 | Lewski-Spartak Sofia *           | 4:1                           | DFS Beroe Stara Sagora         | Wassil-Lewski-Stadion, Sofia    | 40.000    |
| 1979/80 | ZSK Slawia Sofia                 | 3:1                           | DFS Beroe Stara Sagora         | Wassil-Lewski-Stadion, Sofia    | 30.000    |
| 1980/81 | AFD Trakia Plowdiw               | 1:0                           | DFS Pirin Blagoewgrad          | Wassil-Lewski-Stadion, Sofia    | 20.000    |
| 1981/82 | Lokomotive Sofia                 | 2:1 n. V.                     | DFS Lokomotive Plowdiw         | Stadion Slawi Aleksiew Plewen   | 08.000    |

### Bulgarischer Fußballpokal (seit 1983)
| Saison    | Sieger                         | Ergebnis              | Finalist                | Austragungsort                        | Zuschauer |
| --------- | ------------------------------ | --------------------- | ----------------------- | ------------------------------------- | --------- |
| 1982/83   | ZSKA Septemwrijsko sname Sofia | 4:0                   | ZSK Spartak Warna       | Stadion Deweti septemwri, Plowdiw     | 15.000    |
| 1983/84   | Lewski-Spartak Sofia           | 1:0                   | AFD Trakia Plowdiw      | Arena Arda, Kardschali                | 30.000    |
| 1984/85   | ZSKA Septemwrijsko sname Sofia | 2:1                   | Lewski-Spartak Sofia    | Wassil-Lewski-Stadion, Sofia          | 35.000    |
| 1985/86   | Witoscha Sofia                 | 2:1                   | ZFKA Sredez Sofia       | Wassil-Lewski-Stadion, Sofia          | 28.000    |
| 1986/87   | ZFKA Sredez Sofia *            | 2:1                   | Witoscha Sofia          | Wassil-Lewski-Stadion, Sofia          | 40.000    |
| 1987/88   | ZFKA Sredez Sofia              | 4:1                   | Witoscha Sofia          | Wassil-Lewski-Stadion, Sofia          | 50.000    |
| 1988/89   | ZFKA Sredez Sofia *            | 3:0                   | FC Tschernomorez Burgas | Stadion Slawi Aleksiew Plewen         | 15.000    |
| 1989/90   | FK Sliwen                      | 2:0                   | ZFKA Sredez Sofia       | Christo-Botew-Stadion, Gabrowo        | 15.000    |
| 1990/91   | Lewski-14 Sofia                | 2:1                   | Botew Plowdiw           | Iwajlo-Stadion, Weliko Tarnowo        | 10.000    |
| 1991/92   | Lewski-14 Sofia                | 5:0                   | Pirin Blagoewgrad       | Stadion Georgi Benkowski, Pasardschik | 10.000    |
| 1992/93   | ZSKA Sofia                     | 1:0                   | Botew Plowdiw           | Christo-Botew-Stadion, Blagoewgrad    | 18.000    |
| 1993/94   | Lewski-1914 Sofia *            | 1:0                   | Pirin Blagoewgrad       | Wassil-Lewski-Stadion, Sofia          | 18.000    |
| 1994/95   | Lokomotive Sofia               | 4:2                   | Botew Plowdiw           | Wassil-Lewski-Stadion, Sofia          | 12.000    |
| 1995/96   | Slawia Sofia *                 | 04:0 1                | Lewski-1914 Sofia       | Wassil-Lewski-Stadion, Sofia          | 19.500    |
| 1996/97   | ZSKA Sofia *                   | 3:1                   | Lewski-1914 Sofia       | Wassil-Lewski-Stadion, Sofia          | 18.500    |
| 1997/98   | Lewski-1914 Sofia              | 5:0                   | ZSKA Sofia              | Wassil-Lewski-Stadion, Sofia          | 50.000    |
| 1998/99   | ZSKA Sofia                     | 1:0                   | Litex Lowetsch          | Balgarska-Armija-Stadion, Sofia       | 08.000    |
| 1999/2000 | Lewski Sofia *                 | 2:0                   | Neftochimik Burgas      | Christo-Botew-Stadion, Plowdiw        | 18.000    |
| 2000/01   | FK Lowetsch                    | 1:0                   | Welbaschd Kjustendil    | Lokomotiw-Stadion, Sofia              | 08.000    |
| 2001/02   | Lewski Sofia *                 | 3:1                   | ZSKA Sofia              | Owtscha-Kupel-Stadion, Sofia          | 17.500    |
| 2002/03   | Lewski Sofia                   | 2:1                   | Litex Lowetsch          | Wassil-Lewski-Stadion, Sofia          | 10.453    |
| 2003/04   | Litex Lowetsch                 | 2:2 n. V. (6:5 i. E.) | ZSKA Sofia              | Wassil-Lewski-Stadion, Sofia          | 11.461    |
| 2004/05   | Lewski Sofia                   | 2:1                   | ZSKA Sofia              | Wassil-Lewski-Stadion, Sofia          | 10.848    |
| 2005/06   | ZSKA Sofia                     | 3:1                   | Tscherno More Warna     | Wassil-Lewski-Stadion, Sofia          | 07.216    |
| 2006/07   | Lewski Sofia *                 | 1:0 n. V.             | Litex Lowetsch          | Beroe-Stadion, Stara Sagora           | 11.000    |
| 2007/08   | Litex Lowetsch                 | 2:1                   | Tscherno More Warna     | Wassil-Lewski-Stadion, Sofia          | 02.040    |
| 2008/09   | Litex Lowetsch                 | 3:0                   | Pirin Blagoewgrad       | Georgi-Asparuchow-Stadion, Sofia      | 09.500    |
| 2009/10   | Beroe Stara Sagora             | 1:0                   | Tschernomorez Pomorie   | Gradski Stadion, Lowetsch             | 05.250    |
| 2010/11   | ZSKA Sofia                     | 1:0                   | Slawia Sofia            | Wassil-Lewski-Stadion, Sofia          | 17.500    |
| 2011/12   | Ludogorez Rasgrad *            | 2:1                   | Lokomotive Plowdiw      | Lasur-Stadion, Burgas                 | 13.103    |
| 2012/13   | Beroe Stara Sagora             | 3:3 n. V. (3:1 i. E.) | Lewski Sofia            | Gradski Stadion, Lowetsch             | 07.800    |
| 2013/14   | Ludogorez Rasgrad *            | 1:0                   | Botew Plowdiw           | Lasur-Stadion, Burgas                 | 13.250    |
| 2014/15   | Tscherno More Warna            | 2:1                   | Lewski Sofia            | Lasur-Stadion, Burgas                 | 13.910    |
| 2015/16   | ZSKA Sofia                     | 1:0                   | PFK Montana             | Wassil-Lewski-Stadion, Sofia          | 33.345    |
| 2016/17   | Botew Plowdiw                  | 2:1                   | Ludogorez Rasgrad       | Wassil-Lewski-Stadion, Sofia          | 09.800    |
| 2017/18   | Slawia Sofia                   | 0:0 n. V. (4:2 i. E.) | Lewski Sofia            | Wassil-Lewski-Stadion, Sofia          | 32.000    |
| 2018/19   | Lokomotive Plowdiw             | 1:0                   | Botew Plowdiw           | Wassil-Lewski-Stadion, Sofia          | 20.500    |
| 2019/20   | Lokomotive Plowdiw             | 0:0 n. V. (5:3 i. E.) | ZSKA Sofia              | Wassil-Lewski-Stadion, Sofia          | 12.000    |
| 2020/21   | ZSKA Sofia                     | 1:0                   | Arda Kardschali         | Wassil-Lewski-Stadion, Sofia          | 22.000    |
| 2021/22   | Lewski Sofia                   | 1:0                   | ZSKA Sofia              | Wassil-Lewski-Stadion, Sofia          | 40.600    |
| 2022/23   | Ludogorez Rasgrad              | 3:1                   | ZSKA 1948 Sofia         | Wassil-Lewski-Stadion, Sofia          | 01.400    |
| 2023/24   | Botew Plowdiw                  | 3:2                   | Ludogorez Rasgrad       | Wassil-Lewski-Stadion, Sofia          | 11.334    |
| 2024/25   | Ludogorez Rasgrad              | 1:0                   | ZSKA Sofia              | Wassil-Lewski-Stadion, Sofia          | 37.455    |

- Gewinner des Doubles

### Rangliste der Sieger und Finalisten
In der Folge werden die Gewinner des Pokals aufgelistet. Dabei ist zu berücksichtigen, dass in der Geschichte des bulgarischen Fußballs eine große Anzahl von Namensänderungen und Fusionen stattgefunden haben. In dieser Aufstellung werden die Titel den aktuellen Vereinsnamen zugeordnet, auch wenn sie zum Zeitpunkt des Gewinns einen anderen Namen besessen haben.
| Verein                | Siege | Jahr(e) | FT |
| --------------------- | ----- | --- | -- |
| Lewski Sofia          | 26    | 1942, 1946, 1947, 1949, 1950, 1956, 1957, 1959, 1967, 1970, 1971, 1976, 1977, 1979, 1984, 1986, 1991, 1992, 1994, 1998, 2000, 2002, 2003, 2005, 2007, 2022 | 11 |
| ZSKA Sofia            | 21    | 1951, 1954, 1955, 1961, 1965, 1969, 1972, 1973, 1974, 1983, 1985, 1987, 1988, 1989, 1993, 1997, 1999, 2006, 2011, 2016, 2021                               | 14 |
| Slawia Sofia          | 8     | 1952, 1963, 1964, 1966, 1975, 1980, 1996, 2016 | 3  |
| Lokomotive Sofia      | 4     | 1948, 1953, 1982, 1995 | 3  |
| Litex Lowetsch        | 4     | 2001, 2004, 2008, 2009 | 3  |
| Botew Plowdiw         | 4     | 1962, 1981, 2017, 2024 | 10 |
| Ludogorez Rasgrad     | 4     | 2012, 2014, 2023, 2025 | 2  |
| Lokomotive Plowdiw    | 2     | 2019, 2020 | 7  |
| Beroe Stara Sagora    | 2     | 2010, 2013 | 4  |
| FK '13 Sofia          | 2     | 1938, 1940 | –  |
| Spartak Plowdiw       | 1     | 1958 | 2  |
| Spartak Sofia         | 1     | 1968 | 2  |
| Tscherno More Warna   | 1     | 2015 | 2  |
| FD Schipka Sofia      | 1     | 1939 | –  |
| AS 23 Sofia           | 1     | 1941 | –  |
| Septemwri Sofia       | 1     | 1960 | –  |
| Marek Dupniza         | 1     | 1978 | –  |
| FK Sliwen             | 1     | 1990 | –  |
| Pirin Blagoewgrad     | –     | | 4  |
| Spartak Warna         | –     | | 4  |
| FC Dunaw Russe        | –     | | 3  |
| Akademik Sofia        | –     | | 1  |
| Arda Kardschali       | –     | | 1  |
| PFK Montana           | –     | | 1  |
| Mineur Pernik         | –     | | 1  |
| Neftochimik Burgas    | –     | | 1  |
| Spartak Plewen        | –     | | 1  |
| Stamo Kostow Popowo   | –     | | 1  |
| Tschernomorez Burgas  | –     | | 1  |
| Tschernomorez Pomorie | –     | | 1  |
| Welbaschd Kjustendil  | –     | | 1  |
| ZSKA 1948 Sofia       | –     | | 1  |
| Gesamt:               | 85    | | 85 |